# 오신로 (음성군)
오신로(Osin-ro)는 충청북도 음성군 생극면 오신삼거리에서 생극면 생극삼거리를 잇는 도로이다.

## 주요 경유지
충청북도
- 음성군 (생극면)

## 노선
| 이름         | 접속 노선                        | 소재지 | 소재지 | 비고 |
| ------------ | -------------------------------- | ------ | ------ | ---- |
| 오신삼거리   | 국가지원지방도 제82호선 (대금로) | 음성군 | 생극면 |      |
| 오생2 교차로 | 국도 제3호선 (중원대로)          | 음성군 | 생극면 |      |
| 생리 교차로  | 국도 제3호선 (중원대로)          | 음성군 | 생극면 |      |
| 생극사거리   | 국도 제21호선 (생음대로)         | 음성군 | 생극면 |      |
| 생극삼거리   | 음성로                           | 음성군 | 생극면 |      |

## 주요 건물 및 시설
- HD현대오일뱅크 생극주유소 (오신로 464/신양리 86-1)